# Mesjödalen
Mesjödalen är ett naturreservat i Åsele kommun i Västerbottens län.
Området är naturskyddat sedan 2009 och var då 226 hektar stort. År 2018 utökades reservatet till 518 hektar. Reservatet omfattar två relativt branta skogklädda sluttningar på var sin sida om en centralt belägen myr, genom vilken Mesjöbäcken rinner. Sedan 2018 ingår även den nordvästra sluttningen av Lakasjöberget. Reservatet består av granskog, med inslag av lövträd.

## Bilder

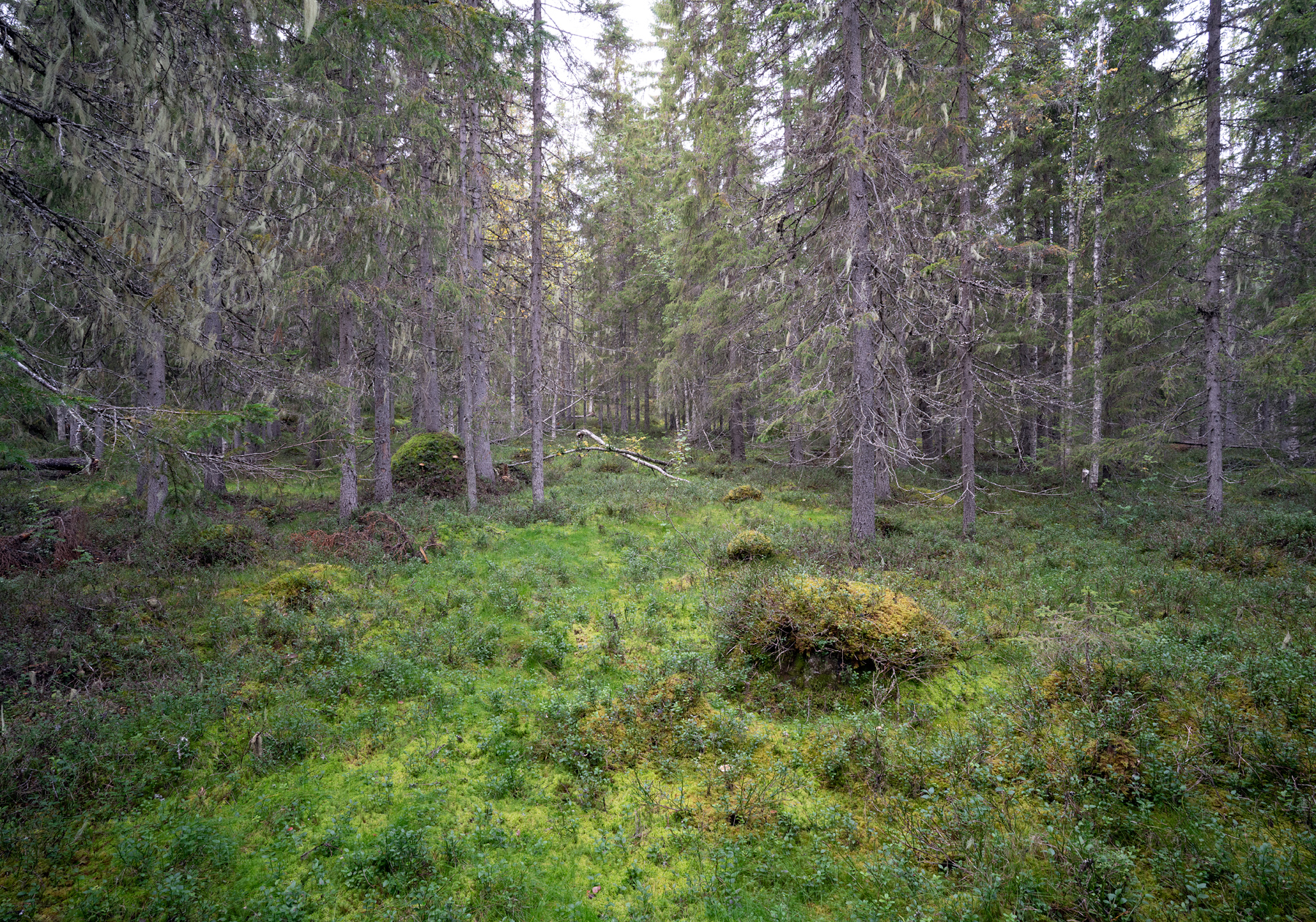
Skog i västra delen av Mesjödalens naturreservat.
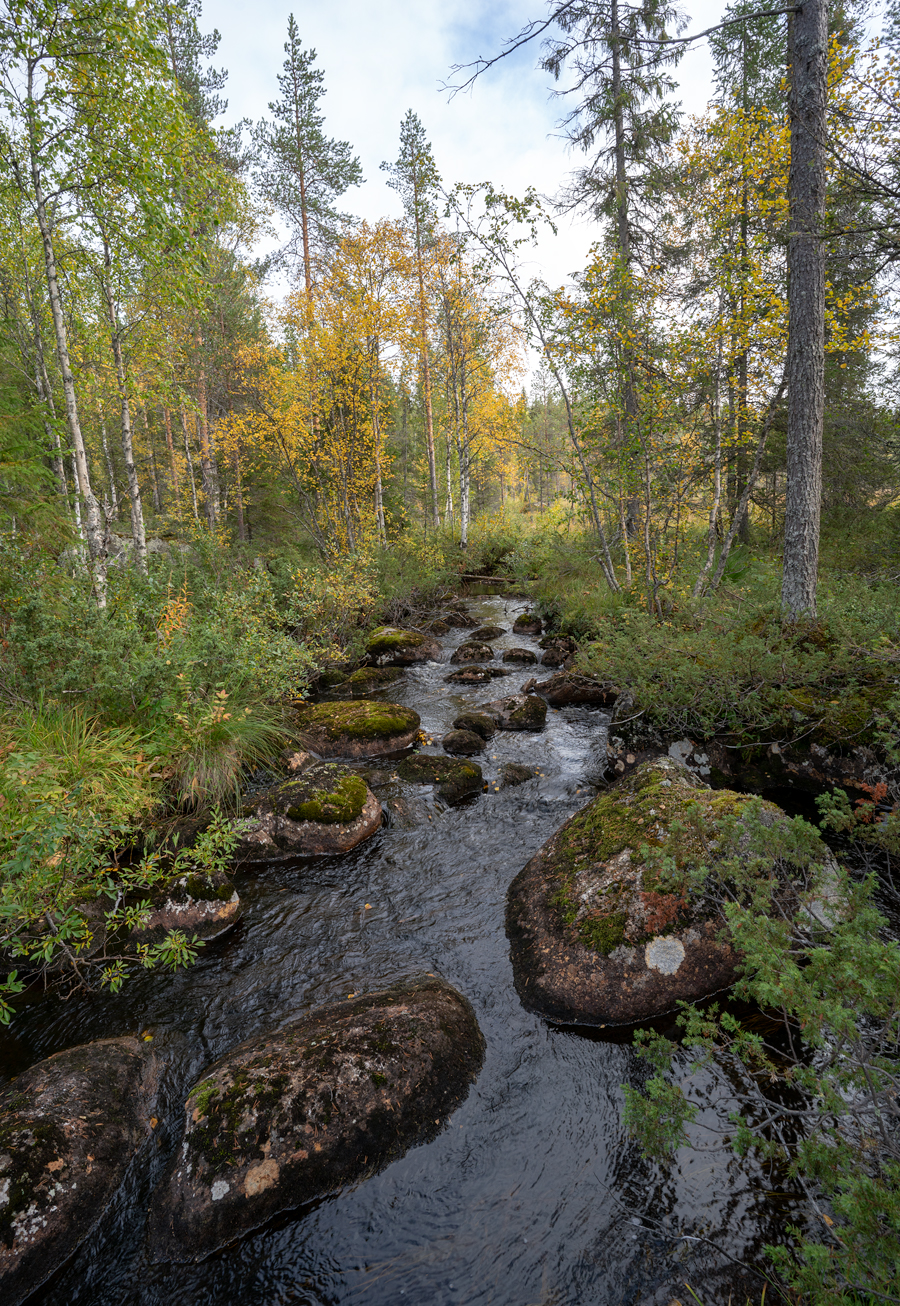
Mesjödalsbäcken rinner åt nordväst till Mesjön.
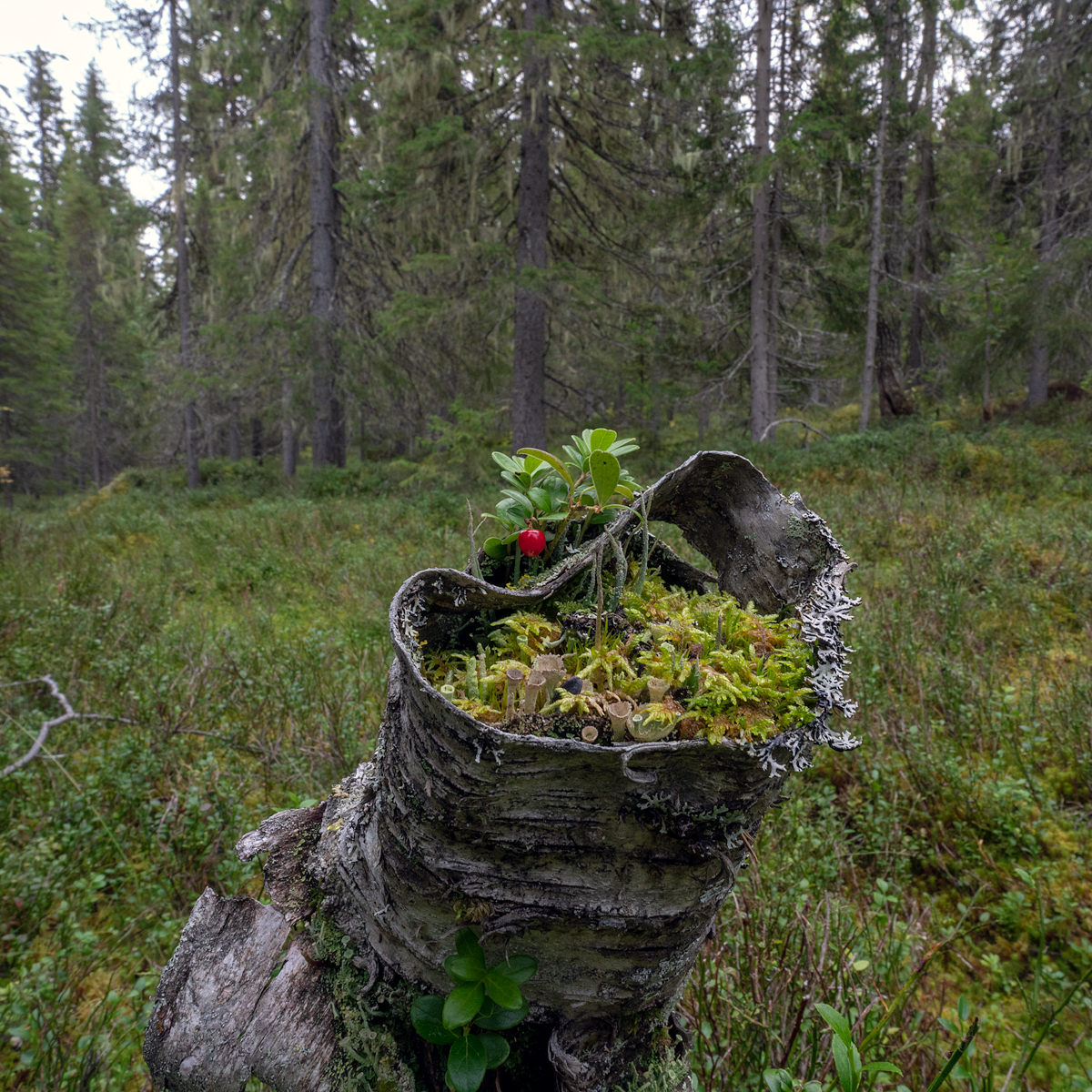
Skog i västra delen av Mesjödalens naturreservat.